# Qatar Total Open 2018
Qatar Ladies Open 2018 - жіночий професійний тенісний турнір, що проходив на кортах з твердим покриттям International Tennis and Squash complex у Досі (Катар). Це був 16-й за ліком турнір. Належав до серії Premier 5 у рамках Туру WTA 2018. Тривав з 12 до 17 лютого 2018 року.

## Очки і призові

### Нарахування очок
| Дисципліна       | П   | Ф   | ПФ  | ЧФ  | 1/8 | 1/16 | Round of 56 | Q   | Q2  | Q1  |
| Одиночний розряд | 900 | 585 | 350 | 190 | 105 | 60   | 1           | 30  | 20  | 1   |
| Парний розряд    | 900 | 585 | 350 | 190 | 105 | 1    | Н/Д         | Н/Д | Н/Д | Н/Д |

### Призові гроші
| Дисципліна       | П        | Ф        | ПФ       | ЧФ      | 1/8     | 1/16    | Round of 56 | Q2     | Q1     |
| Одиночний розряд | $591,750 | $295,900 | $147,750 | $68,125 | $33,750 | $17,325 | $8,900      | $4,955 | $2,550 |
| Парний розряд*   | $169,280 | $85,600  | $42,360  | $21,235 | $10,805 | $5,335  | Н/Д         | Н/Д    | Н/Д    |

*на пару

## Учасниці основної сітки в одиночному розряді

### Сіяні учасниці
| Країна          | Гравчиня             | Рейтинг1 | Сіяна |
| --------------- | -------------------- | -------- | ----- |
| Данія           | Каролін Возняцкі     | 1        | 1     |
| Румунія         | Сімона Халеп         | 2        | 2     |
| Україна         | Еліна Світоліна      | 3        | 3     |
| Іспанія         | Гарбінє Мугуруса     | 4        | 4     |
| Чехія           | Кароліна Плішкова    | 5        | 5     |
| Латвія          | Олена Остапенко      | 6        | 6     |
| Франція         | Каролін Гарсія       | 7        | 7     |
| Німеччина       | Анджелік Кербер      | 9        | 8     |
| Німеччина       | Юлія Гергес          | 10       | 9     |
| Велика Британія | Джоанна Конта        | 11       | 10    |
| Франція         | Крістіна Младенович  | 13       | 11    |
| США             | Медісон Кіз          | 14       | 12    |
| Латвія          | Анастасія Севастова  | 15       | 13    |
| Словаччина      | Магдалена Рибарикова | 18       | 14    |
| Бельгія         | Елісе Мертенс        | 20       | 15    |
| Чехія           | Петра Квітова        | 21       | 16    |

- 1 Рейтинг подано станом на 5 лютого 2018.

### Інші учасниці
Нижче наведено учасниць, які отримали вайлдкард на участь в основній сітці:
- Фатіма Ан-Набхані
- Чагла Бююкакчай
- Унс Джабір
- Марія Шарапова

Нижче наведено гравчинь, які пробились в основну сітку через стадію кваліфікації:
- Кетрін Белліс
- Анна Блінкова
- Катерина Бондаренко
- Дуань Інін
- Моніка Нікулеску
- Наомі Осака
- Бернарда Пера
- Маркета Вондроушова

### Відмовились від участі
До початку турніру
- Ешлі Барті → її замінила  Донна Векич
- Ана Конюх → її замінила  Александра Крунич
- Міряна Лучич-Бароні → її замінила  Тімеа Бабош
- Коко Вандевей → її замінила  Мона Бартель

Під час турніру
- Сімона Халеп

### Знялись
- Юлія Гергес
- Дарія Касаткіна
- Магдалена Рибарикова

## Учасниці основної сітки в парному розряді

### Сіяні
| Країна            | Гравчиня           | Країна  | Гравчиня                   | Рейтинг1 | Сіяна |
| ----------------- | ------------------ | ------- | -------------------------- | -------- | ----- |
| Росія             | Катерина Макарова  | Росія   | Олена Весніна              | 6        | 1     |
| Китайський Тайбей | Латіша Чжань       | Чехія   | Андреа Сестіні-Главачкова  | 7        | 2     |
| Чехія             | Луціє Шафарова     | Чехія   | Барбора Стрицова           | 22       | 3     |
| Угорщина          | Тімеа Бабош        | Франція | Крістіна Младенович        | 24       | 4     |
| Китайський Тайбей | Сє Шувей           | КНР     | Пен Шуай                   | 41       | 5     |
| Румунія           | Ірина-Камелія Бегу | Румунія | Моніка Нікулеску           | 44       | 6     |
| Китайський Тайбей | Чжань Хаоцін       | КНР     | Ян Чжаосюань               | 49       | 7     |
| Словенія          | Андрея Клепач      | Іспанія | Марія Хосе Мартінес Санчес | 50       | 8     |

- Рейтинг подано станом на 5 лютого 2018.

### Інші учасниці
Нижче наведено пари, які отримали вайлдкард на участь в основній сітці:
- Фатіма Ан-Набхані /  Джессі Ромп'єс
- Мубарака Аль-Наїмі /  Унс Джабір
- Домініка Цібулкова /  Віра Звонарьова

Нижче наведено пари, які отримали місце в основній сітці як заміни:
- Мона Бартель /  Каріна Віттгефт

### Відмовились від участі
До початку турніру
- Ірина-Камелія Бегу

### Знялись
- Барбора Стрицова

## Переможниці та фіналістки

### Одиночний розряд
- Петра Квітова —  Гарбінє Мугуруса, 3–6, 6–3, 6–4

Для Квітової це був другий титул у Досі, другий за рік і 22-й титул WTA за кар'єру.

### Парний розряд
- Габріела Дабровскі /  Олена Остапенко —  Андрея Клепач /  Марія Хосе Мартінес Санчес, 6–3, 6–3